# 宣景琳
宣景琳（1907年—1992年1月22日），女，江苏苏州人，生于上海，中国电影表演艺术家，曾出演多部中国早期影视剧。

## 生平
1907年出生于上海一个贫困家庭，原籍苏州，母亲为了维持家里生计，把她卖进了妓院，从小接受教育甚少，后被张石川偶然发现，将其从妓院买出让其加入自己公司明星电影公司，1925年出演处女作《最后之良心》，素有“小老太婆”之称。

## 作品
代表作有《最后之良心》、《上海一妇人》、《歌场春色》、《姊妹花》等。